# Pachycereus
Pachycereus es un género de 8 especies de grandes cactus, nativos de México y del sur de Arizona, Estados Unidos. Forman grandes arbustos o pequeños árboles de hasta 5-15 metros de altura con un diámetro de 1 metro.

## Descripción
Son cactus arborescentes, en forma de candelabro o ramificados. Sus tallos son erectos y robustos, cuenta con costillas agudas y aréolas de redondeadas a elípticas, con fieltro, conectadas. También tienen espinas flexibles, las centrales más largas y robustas que las radiales. A principios de verano, cerca del ápice de los tallos o en el pseudocefalio en su caso, brotan flores nocturnas, campanuladas o infundibuliformes, con el tubo corto, de color rosa o blanco, con escamas y lana, a veces con pelos. Las flores son polinizadas por murciélagos, abejas y colibríes. Los frutos son globosos, espinosos, amarillos o magenta, cubiertos con lana, de hasta 7,5 cm de largo, dehiscentes, y las semillas son grandes, marrones o negras, brillantes, ovoides, tuberculadas y estriadas.

## Usos y aprovechamiento
Los frutos y las semillas son comestibles. 
Los tallos se usan como forraje y hervidos para obtener un pigmento negro. 
Se cultivan en huertos familiares como setos vivos. 
Su madera se utiliza para la construcción y como combustible. 
Las semillas molidas se utilizaban en el curtido de las pieles. En medicina tradicional sirven para aliviar inflamaciones, como antiséptico urinario. También se usan como narcótico y como remedio para el cáncer estomacal. 
Cuando crecen en las dunas las fijan y evitan la erosión.

## Hábitat
El género tiene una amplia área de distribución, desde el norte hasta el sur de México, también en islas del Golfo de California, y crece de forma endémica, formando colonias extendidas que dominan el paisaje, entre los matorrales, en zonas de planicies costeras, en diferentes tipos de bosques, suelos arenosos o rocosos, en zonas aluviales, desde el nivel del mar (P. pringlei), hasta los 1 800 m de altitud (P. weberi), a menudo junto con otras cactáceas y suculentas.

## Taxonomía
Fue descrito inicialmente por Alwin Berger como Cereus subg. Pachycereus en Annual Report of the Missouri Botanical Garden 16: 63–64. en 1905, hoy en día es tanto un sinónimo como un basónimo; y ulteriormente, sería elevado a género por Nathaniel Lord Britton y Joseph Nelson Rose y publicado en Contributions from the United States National Herbarium 12(10): 420, en 1909.

#### Etimología
Pachycereus: nombre genérico compuesto que deriva del adjetivo griego antiguo παχύς (pachys); "espesor" y se refiere a los brotes vigorosos de las plantas y el género Cereus, del latín cereus; "cirio".

## Especies
- Pachycereus eichlamii
- Pachycereus grandis
- Pachycereus militaris
- Pachycereus pecten-aboriginum
- Pachycereus pringlei
- Pachycereus tepamo
- Pachycereus weberi

Pachycereus pringlei es uno de los más grandes cactus de la especie en el mundo, alcanzando un récord máximo de 19.2 m (Salak 2000).